# Croix Boissée
La Croix-Boissée est un monument situé à Leudeville, en France.

## Localisation
La croix est située aux numéros 58-60 rue de la Croix-Boissée.

## Historique
Le monument est daté des XIIIe-XVe et XVIe siècles.
La croix est inscrite comme monument historique depuis le 5 janvier 1950.